# Egina (wyspa)
Egina (stgr. Αἴγινα Aigina; ngr. Αίγινα [Ejina]) – wyspa grecka w Zatoce Sarońskiej, należąca do archipelagu Wysp Sarońskich.
Leży w administracji zdecentralizowanej Attyka, w regionie Attyka, w jednostce regionalnej Wyspy, w gminie Egina.

## Historia
Według mitologii greckiej nazwa wyspy pochodzi od imienia nimfy Ajginy (Egina, Aegina), córki boga Asoposa, uwiedzionej przez Zeusa, który zabrał ją na wyspę, zmieniając przy tym jej nazwę. Urodziła mu ona syna Ajakosa (Eaka) – pierwszego króla wyspy i dziadka trojańskiego bohatera Achillesa, który na cześć matki przywrócił wyspie nazwę Aegina. Znaleziska archeologiczne w Kolonie (niedaleko stolicy wyspy) datowane na 3000 r. p.n.e., dowodzą, że była ona zamieszkana już w okresie neolitycznym. Później władali nią Minojczycy, a po nich Dorowie.
Największego rozwoju wyspa doświadczyła w VII i VI wieku p.n.e., gdy jej żegluga osiągnęła szczyt możliwości, szeroko rozwijając handel sięgający nawet do Egiptu i Fenicji. Egina była również tym miejscem Grecji, w którym najwcześniej podjęto wytwarzanie własnej monety. W 459 p.n.e. Ateńczycy pod przywództwem Peryklesa napadli na wyspę i nakazali usunięcie murów obronnych, co oznaczało koniec świetności Eginy.
W epoce nowożytnej Egina wniosła znaczny wkład w działania wojny o niepodległość Grecji z Turkami.

## Współcześnie
Obecnie Egina znana jest z upraw orzechów pistacjowych, jak również winogron, oliwek, fig i migdałów. Popularne są także miejscowe wyroby ceramiczne. Na wyspie corocznie odbywają się rozmaite wydarzenia kulturalne – szczególnie w sezonie turystycznym (liczne koncerty, festiwale, wystawy, rejsy jachtem). Jest ona także dogodnym punktem wypadowym do odwiedzania innych Wysp Sarońskich; ma też wygodne połączenia z Pireusem (podróż promem to 1,5-godzinny rejs, wodolotem – 45 minut).
Głównym punktem wyspy jest miejscowość Egina położona na jej północnym zachodzie, z malowniczym portem i najstarszym w Grecji Muzeum Archeologicznym. Przejściowo mieszkał tam Joanis Kapodistrias, pierwszy przywódca niepodległej Grecji. Również Nikos Kazandzakis w domu na Eginie napisał swą powieść Grek Zorba.